# GK Persei
GK Persei (Nova Persei 1901) – gwiazda zmienna kataklizmiczna znajdująca się w gwiazdozbiorze Perseusza w odległości około 1500 lat świetlnych.
Gwiazda GK Persei w 1901 roku stała się na krótko jedną z najjaśniejszych gwiazd nocnego nieba wybuchając jako Nova Persei 1901. Wyrzuty materii rozpływające się w przestrzeni oraz widoczne na zdjęciu łączącym obrazy z lat 2003 i 2011 nadały tej gwieździe nazwę Fajerwerk. Obrazy te należą do poklatkowego filmu dokumentującego ekspansję w przestrzeni wyrzutów materii na przestrzeni 17 lat. Mają one w dalszym ciągu średnicę mniejszą niż 1 rok świetlny. Ponieważ GK Persei jest zmienną kataklizmiczną z okresem orbitalnym wynoszącym 2 dni, dochodzi w nim do wybuchów termonuklearnych. Wytworzone w nim błyski są jednak w ostatnich latach znacznie mniejsze.
Nova Persei 1901 została zaobserwowana 21 lutego 1901 przez szkockiego duchownego Thomasa Davida Andersona w pobliżu jego domu w Edynburgu.